# Francesco D'Onofrio
Francesco D'Onofrio (Salerno, 3 agosto 1939) è un politico e giurista italiano, già Ministro della pubblica istruzione, esponente dell'UDC.

## Biografia
Laureato in Giurisprudenza a Napoli nel 1962, ha conseguito il Master of Law nell'Università di Harvard nel 1965, sotto la direzione di Henry Kissinger, con un articolo ritenuto meritevole di essere conservato nella biblioteca dell'Università.

Professore ordinario di Istituzioni di Diritto Pubblico presso la facoltà di Scienze Politiche dell'Università degli studi di Roma "La Sapienza", avvocato, inizia la sua carriera politica da "esterno" - eletto in uno apposito e autonomo Congresso nel 1982 - nelle file della Democrazia Cristiana.

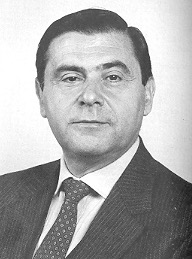
Francesco D'Onofrio nel 1994

Viene eletto per la prima volta al Senato nella IX legislatura (1983). Nel 1987, 1992 e 1994, D'Onofrio viene invece eletto alla Camera dei deputati.
Entra a far parte del settimo Governo Andreotti in qualità di sottosegretario di Stato alla Presidenza del Consiglio dei ministri. Nel 1991 viene conferita a D'Onofrio la delega alle riforme istituzionali e agli affari regionali.
Nel 1994, in seguito allo scioglimento della DC, D'Onofrio fonda, assieme a Pier Ferdinando Casini e Clemente Mastella, il Centro Cristiano Democratico (CCD), che fin da subito aderisce allo schieramento di centro-destra guidato da Silvio Berlusconi.
In occasione delle elezioni politiche del 1994, D'Onofrio viene ricandidato e rieletto alla Camera nelle liste di Forza Italia.
Dopo la vittoria elettorale del centro-destra alle politiche del 1994 e il successivo incarico di formare un esecutivo presieduto da Berlusconi, viene indicato come Ministro della pubblica istruzione, giurando nelle mani del Presidente della Repubblica Oscar Luigi Scalfaro come ministro nel primo governo Berlusconi.
Alle elezioni politiche del 1996 viene candidato al Senato della Repubblica, dove risulta eletto senatore, e successivamente D'Onofrio viene nominato presidente del gruppo parlamentare al Senato del CCD.
Fra il 2001 e il 2006 ricopre l'incarico di capo dei senatori del Biancofiore, gruppo parlamentare che vede uniti il CCD di Casini ed il CDU di Buttiglione e che, anche per sua iniziativa, darà vita nel 2002 ad un soggetto politico comune, insieme a Democrazia Europea, l'Unione dei Democratici Cristiani e Democratici di Centro (UDC).
È stato uno dei quattro esponenti della Casa delle Libertà (i saggi della CdL), con Pastore, Calderoli e Nania, che nell'estate del 2003 hanno definito la riforma costituzionale approvata dal centro-destra, ma non confermata dal referendum costituzionale del 2006.

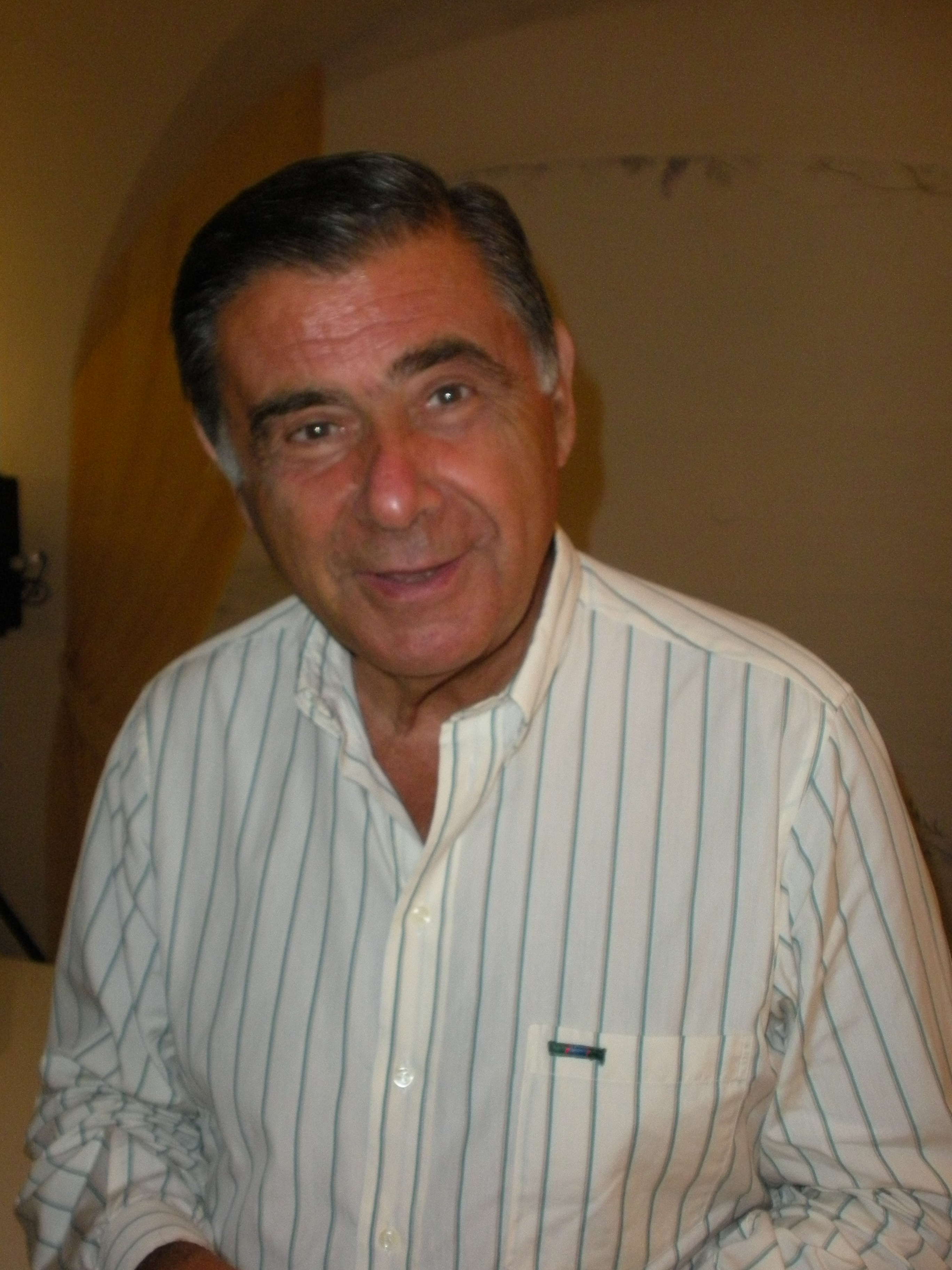
Francesco D'Onofrio

Nel 2006 viene rieletto senatore in Veneto ed è capogruppo dell'UDC.
Nel 2008 chiede di non far parte dei candidati UDC alla Camera dei deputati.
Fino alle elezioni del 2008, D'Onofrio ha fatto parte di molteplici Commissioni parlamentari, permanenti e speciali; è stato segretario della Commissione parlamentare per le riforme costituzionali, componente della Commissione d'inchiesta sul fenomeno della mafia, della Giunta delle elezioni e delle immunità parlamentari e della Commissione Giustizia.
Dal 2008 è direttore scientifico della Fondazione Liberal, scrive sul quotidiano Liberal (quotidiano) ed è componente della Costituente di Centro promossa dall'UDC.
Nel 2008 è stato eletto Garante degli studenti della Facoltà di Scienze politiche dell'Università di Roma La Sapienza.
Emerito di diritto pubblico della Università di Roma "La Sapienza", nel 2013 è stato componente della Commissione dei Saggi nominata dal presidente del Consiglio, Enrico Letta. Specialista del diritto pubblico nord americano, ha pubblicato, fra le altre, le seguenti monografie scientifiche: "La posizione dei ministri nel sistema di governo degli Stati Uniti", Jovene, 1966; "Verso una nuova disciplina costituzionale della supplenza del Presidente negli Stati Uniti", Morano, 1965; "Le indagini conoscitive delle commissioni parlamentari. Problemi e prospettive", Morano, 1970; "Governo locale e democrazia comunitaria", Edizioni Cinque lune.
Attualmente è editorialista per il quotidiano online formiche.net.